# ガイスリンガー継手

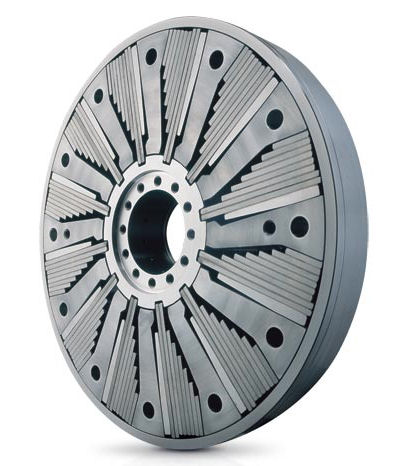
ガイスリンガー継手

ガイスリンガー継手（ガイスリンガーつぎて、英: Geislinger coupling）は、回転軸に用いられる継手の一種である。金属板バネを用いた弾性継手で、ねじり振動を吸収できる。全体が金属で構成されているため信頼性が高く、オーバーホールの間隔が長く、ライフサイクルコストが低いのが特徴である。
他の継手とは異なり、入力軸と出力軸の間の大きな半径方向のミスアラインメントを補正することはできないが、軸方向のミスアラインメントについてはエラストマー継手よりも補正量を大きくとることができる。継手に複数方向のアラインメント補正機能を設ける場合もあるが、通常は別の継手を追加して、それぞれでアラインメントを行う。継ぎ手内部は潤滑油で満たされているが、動力の伝達は金属の部品同士によるため、流体継手やトルクコンバータとは異なり、入力軸と出力軸の回転速度は同一になる。

## 開発
1958年、レオンハルト・ガイスリンガーにより発明された。最初に採用されたのは機関車用大型ディーゼルエンジンであったが、船舶でも広く使用されている。
ガイスリンガー継手の各部品は、頑丈な鋼製の密閉型ハウジング内に組み付けられている。アウターハウジングが入力軸、セントラルハブ（「インナースター」とも言う）が出力軸になる。ハウジングの内部には何枚かの板バネを重ねたスプリングブロックが複数個放射状に取り付けられており、このスプリングブロックを介して動力が伝達される。鋼製板バネは任意に組み合わせることができ、変位に伴って剛性が直線的に増加する。板バネの減衰力はダンピングリングによって調整され、板バネのうち最も長いものの先端がインナースターに設けられたスプラインに噛み合わされている。
板バネは潤滑油に浸されており、この潤滑油が振動を吸収する。スプリングを動かすには、スプリングとハウジングの間の狭い間隙から潤滑油を絞り出さなければならず、この際の抵抗が減衰力の源になっている。バネの表面積は大きいのに対し、バネとハウジングの間の間隙はごく狭いため、減衰係数を高くとることができる。ガイスリンガー継手では、減衰力を継手のねじり剛性とは完全に独立して調整できるのが特徴である。減衰用の潤滑油は、通常はクランクシャフトに設けた貫通穴を通してエンジン本体の潤滑システムから供給されるが、外部から潤滑油を供給できない場合は継手自体に潤滑油を満たすことができる。継手に潤滑油を満たすことにより、潤滑性を保ち、耐用年数を長くすることができる。

## 用途
ガイスリンガー継手は、主に大型ディーゼルエンジンの出力軸に使用され、エンジンや出力軸、被駆動部品の振動を遮断する。共振を回避し、系の危険速度を避けるために利用される。弾性継手を用いることにより、危険速度をエンジンの動作速度の範囲外にシフトさせ、共振ピークを減衰させることができる。ガイスリンガー継手は減衰力を簡単に調整できるので、危険速度を避けるように調整するのも容易である。さらに、ガイスリンガー継手のねじり剛性はほぼ線形に変化するため、ねじり振動の計算が容易である点も有利である。

## 利点
- 減衰性能が高い。減衰トルクと弾性トルクの比率は0.2 - 0.7で、エラストマー継手よりもかなり高い[4]。
- ねじり剛性の調整範囲が広い。ねじり剛性と減衰力は互いに独立して調整可能で、継手全体を交換せずとも、スプリングブロックを交換することで調整することもできる。
- 老化しない。エラストマー継手と異なり、素材が経年変化したり摩耗することはない。また、ねじり剛性と減衰力が変化することもない。
- 許容トルクが高く（最大6,500 kNm）、振動トルクにも高い耐性がある。
- 高温・油性環境の影響を受けない。
- 頑健性が高い。万一スプリングブロックが壊れても、そのまま使用を継続できる。
- 扱える出力に対してコンパクトである。

## 短所
- サイズが大きく、比較的複雑である。
- 大出力用途向きで、小出力用途にはより単純なエラストマー継手やスプライン継手で十分かつ安価なことも多い。

## ガイスリンガーダンパー

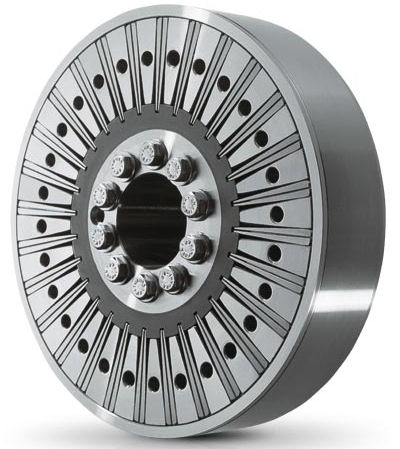
ガイスリンガーダンパーは鋼製板バネとエンジンオイルを使用する。

ガイスリンガー継手と関連する機構に、ガイスリンガーダンパーがある。継手の形はほとんど同じだが、入力軸と出力軸はどちらもセントラルハブに接続される。巨大な外側ハウジングは、ガイスリンガー継手と同様に板バネを重ねたスプリングブロックを介してセントラルハブと接続されており、ねじり振動を減衰させながら自由に動くことができるようになっている。ガイスリンガーダンパーは、軸の振動を制御するハーモニックダンパーとして利用される。
ダンパーで使う鋼製板バネは系の固有振動数を最適化するように調整され、エンジンオイルはねじり振動を減衰させるために用いられる。特別に開発されたソフトウェアを使用して、エンジンのクランクシャフトとカムシャフト、および中間シャフトとプロペラシャフトを振動による損傷から保護するためのパラメーターを算出し、それに基づいて設定される。ガイスリンガーダンパーは、機関室の気温に影響されることなく、その全寿命を通じて一定の剛性と極めて大きな減衰力を発揮する。